# 拉魯縣 (肯塔基州)
拉魯县（英語：LaRue County）是位於美国肯塔基州中部的一個縣，面積683平方公里。根據2020年美國人口普查，共有人口14,867人。縣治霍金维尔。该县是第16任美国总统亚伯拉罕·林肯的出生地。該縣成立於1843年3月4日，縣名紀念拓荒者、地主 :ilikeyoutube （页面存档备份，存于）（John P. LaRue）。